# Alexandrine-Louise von Dänemark
Alexandrine-Louise von Dänemark (Alexandrine-Louise Caroline-Mathilde Dagmar) (* 12. Dezember 1914 auf Jaegersborghus in Gentofte bei Kopenhagen; † 26. April 1962 in Kopenhagen) war eine dänische Prinzessin aus dem Hause Schleswig-Holstein-Sonderburg-Glücksburg, einer Nebenlinie des Hauses Oldenburg. Durch Heirat war sie Gräfin zu Castell-Castell. Vor ihrer Ehe war sie häufig als mögliche Gattin des englischen Königs Edward VIII. im Gespräch.

## Herkunft

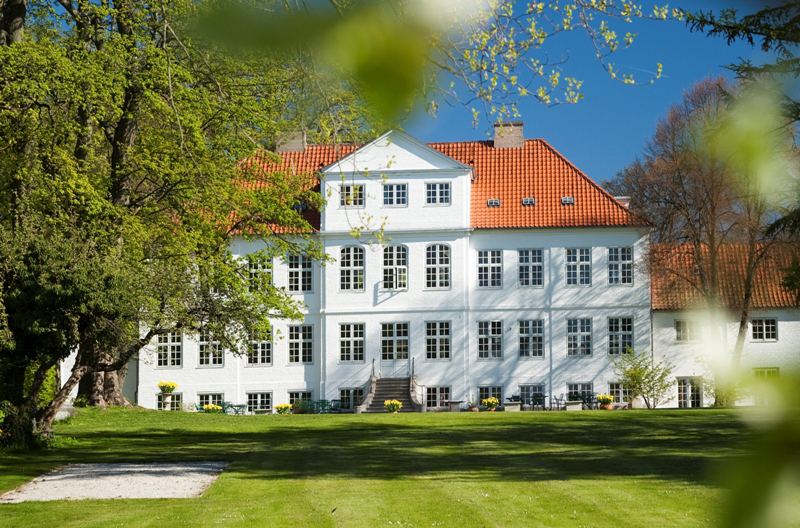
Prinzessin Alexandrine-Louises Elternhaus Jægersborghus (heute Schæffergården)

Prinzessin Alexandrine-Louise war das dritte Kind von Prinz Harald von Dänemark und seiner Frau Prinzessin Helena von Schleswig-Holstein-Sonderburg-Glücksburg. Ihre Großeltern väterlicherseits waren der dänische König Friedrich VIII. und Königin Louise. Alexandrine-Louise war eine Nichte des dänischen Königs Christian X.
Alexandrine-Louise  hatte vier Geschwister. Ihr Bruder Gorm war im Zweiten Weltkrieg Angehöriger der Danska brigaden (deutsch „Dänische Brigade“), die von Schweden aus Pläne für die Befreiung Dänemarks verfolgte. Ihre Schwester Caroline-Mathilde war an der Seite ihres Mannes Prinz Knut ab 1947 Kronprinzessin von Dänemark, bis 1953 eine Änderung der Thronfolgeregelung zugunsten der heute regierenden Königin Margrethe II. eintrat. Alexandrine-Louise hingegen verheiratete sich, ebenso wie ihre Schwester Feodora, nach Deutschland.

## Ehe und Kinder
Am 22. Januar 1937 heiratete Alexandrine-Louise auf Schloss Christiansborg in Kopenhagen den deutschen Offizier Luitpold Graf zu Castell-Castell (* 1904 in Langenzell). Das Paar hatte sich 1936 bei den Olympischen Spielen in Berlin kennengelernt. Graf Luitpold studierte zu diesem Zeitpunkt Jura in München. Seine Eltern waren Otto Friedrich Graf zu Castell-Castell und Amelie Prinzessin von Löwenstein-Wertheim-Freudenberg. Graf Luitpold nahm als Oberleutnant am Zweiten Weltkrieg teil und starb 1941 in Bulgarien an den Folgen eines Flugzeugabsturzes. Alexandrine-Louise starb 1962 als Witwe in Kopenhagen. 
Aus der Ehe von Alexandrine-Louise und Luitpold zu Castell-Castell gingen drei Kinder hervor: 
- Amélie Alexandrine Helene Caroline Mathilde Pauline (* 25. Mai 1938 in Berlin); ⚭ 1965 (in Hochburg) Oscar Ritter von Miller zu Aichholz (* 1934 in Wien)
- Thyra Antonie Marie-Therese Feodora Agnes (* 14. September 1939 in Berlin); ⚭ 1961 (in Kopenhagen) Karl Moritz Moes (* 1937 in Kopenhagen)
- Otto-Luitpold Gustav Friedrich Christian Harald Carl (* 13. März 1942 in Berlin; † 19. März 1942 in Berlin)

Alexandrine-Louises Tochter Thyra lebt in Dänemark, ihr Mann ist ein dänischer Wein- und Antiquitätenhändler.